# Cantharis pulicaria
Cantharis pulicaria är en skalbaggsart som beskrevs av Fabricius 1781. Cantharis pulicaria ingår i släktet Cantharis, och familjen flugbaggar. Arten har ej påträffats i Sverige.